# Rugby Calvisano 2013-2014

## Eccellenza 2013-14

### Stagione regolare
| Incontro                  | Andata | Ritorno |
| ------------------------- | ------ | ------- |
| Calvisano — San Donà      | 36-0   | 35-3    |
| Mogliano — Calvisano      | 15-13  | 3-37    |
| Calvisano — Rovigo        | 28-28  | 18-6    |
| S.S. Lazio — Calvisano    | 13-38  | 24-44   |
| Calvisano — Reggio Emilia | 47-13  | 45-0    |
| I Cavalieri — Calvisano   | 16-19  | 7-52    |
| Calvisano — Capitolina    | 61-0   | 61-12   |
| Viadana — Calvisano       | 16-22  | 26-32   |
| Calvisano — Fiamme Oro    | 24-13  | 37-30   |
| Petrarca — Calvisano      | 19-29  | 17-25   |

#### Risultati della stagione regolare
| Posizione | G  | V  | N | P | PF  | PS  | DP   | B  | Pt |
| --------- | -- | -- | - | - | --- | --- | ---- | -- | -- |
| 1ª        | 20 | 18 | 1 | 1 | 703 | 261 | +442 | 14 | 88 |

### Fase finale
| Turno | Incontro            | Andata | Ritorno |
| ----- | ------------------- | ------ | ------- |
| SF    | Viadana — Calvisano | 19-30  | 14-65   |
| F     | Calvisano — Rovigo  | 26-17  | 26-17   |

## European Challenge Cup 2013-14

### Prima fase
| Incontro              | Andata | Ritorno |
| --------------------- | ------ | ------- |
| Calvisano — Brive     | 20-20  | 9-31    |
| Bucarest — Calvisano  | 37-15  | 23-11   |
| Newcastle — Calvisano | 37-15  | 25-10   |

#### Risultati della prima fase
| Posizione | G | V | N | P | PF | PS  | DP  | B | Pt |
| --------- | - | - | - | - | -- | --- | --- | - | -- |
| 4ª        | 6 | 0 | 1 | 5 | 80 | 173 | -93 | 0 | 2  |

## Verdetti
- Calvisano campione d'Italia 2013-14.
- Calvisano qualificato alla Qualifying Competition 2014.